# Splitting Up Together
Splitting Up Together è una serie televisiva statunitense creata da Emily Kapnek.
Si tratta di un remake della serie danese del 2016 Bedre skilt end aldrig ideata da Mette Heeno.
La serie è stata trasmessa dal 27 marzo 2018 al 9 aprile 2019 sul canale ABC.
In Italia, la prima stagione della serie è stata pubblicata ogni settimana dal 17 ottobre al 5 dicembre 2018 su Infinity TV. La seconda stagione va in onda dal 4 gennaio 2020 su Premium Stories.

## Trama
La serie racconta la storia di una coppia, che dopo il divorzio, improvvisamente si riappacifica. La coppia ha tre figli che vivono in casa con un genitore a settimane alterne, mentre l'altro vive come una sola persona che rimane nell'appartamento del garage sul retro della casa. Il genitore "single", che vive nel garage, è libero di uscire, ma non ha responsabilità sulla casa o sui bambini. L'altro coniuge, invece, è libero di presiedere casa e famiglia come meglio crede. Ogni settimana, la coppia impara qualcosa in più su ciò che manca nei comportamenti genitoriali e "romantici" della loro vita, e così facendo diventano genitori e compagni di vita migliori.

## Personaggi e interpreti

### Principali
- Lena, interpretata da Jenna Fischer
- Martin, interpretato da Oliver Hudson
- Arthur, interpretato da Bobby Lee
- Maya, interpretata da Diane Farr
- Camille, interpretata da Lindsay Price
- Mae, interpretata da Olivia Keville
- Mason, interpretato da Van Crosby
- Milo, interpretato da Sander Thomas

### Ricorrenti
- Henry, interpretato da Geoff Pierson
- Wes, interpretato da Trent Garrett
- Lisa Apple, interpretata da Monica Barbaro

### Ospite
- Dottor Rydakto, interpretato da Fred Armisen (st. 1 ep. 6)

## Episodi
| Stagione         | Episodi | Prima TV USA | Pubblicazione Italia |
| ---------------- | ------- | ------------ | -------------------- |
| Prima stagione   | 8       | 2018         | 2018                 |
| Seconda stagione | 18      | 2018-2019    | 2020                 |

## Produzione

### Sviluppo
Il 29 agosto 2016, venne annunciato che la ABC voleva ordinare l'episodio pilota della serie, ufficializzato il 1º febbraio 2017. Il 12 maggio 2017, viene ordinata una prima stagione completa, composta da 8 episodi. L'11 maggio 2018, ABC ha rinnovato la serie per una seconda stagione. Il 24 luglio 2018, venne annunciato che la stagione avrebbe debuttato il 16 ottobre 2018. Il 22 ottobre 2018, la rete ordinò altri 3 episodi. Il 7 novembre 2018, vengono ordinati altri 5 episodi, portando il numero della seconda stagione a 18.
Il 10 maggio 2019, viene cancellata dopo due stagioni.

### Casting
Il 28 febbraio 2017, venne annunciato che Jenna Fischer avrebbe recitato nella serie. Il 1º marzo, si unì al cast anche Oliver Hudson, seguito 5 giorni dopo, da Diane Farr. Il 12 maggio, venne annunciato che Olivia Keville, Van Crosby, Sanders Combs, Bobby Lee e Lindsay Price, avrebbero recitato nella serie. Il 16 novembre, invece, venne annunciato l'ingresso nel cast di Geoff Pierson. Tra agosto e ottobre 2018, vengono annunciati le partecipazioni nella seconda stagione di Costa Ronn, Angela Kinsey e Ali Larter.

## Accoglienza
Sul sito di aggregazione di recensioni Rotten Tomatoes, la serie ha ottenuto un punteggio di approvazione del 38% basato su 21 recensioni, con un punteggio medio di 5,71/10.
Metacritic, che utilizza una media ponderata, ha assegnato un punteggio di 54 su 100 basato su 9 critici, indicando "recensioni miste o medie".